# Plectrocnemia australica
Plectrocnemia australica är en nattsländeart som beskrevs av Banks 1939. Plectrocnemia australica ingår i släktet Plectrocnemia och familjen fångstnätnattsländor. Inga underarter finns listade i Catalogue of Life.